# Парклон (Каліфорнія)
Парклон (англ. Parklawn) — переписна місцевість (CDP) в США, в окрузі Станіслаус штату Каліфорнія. Населення — 1249 осіб (2020).

## Географія
Парклон розташований за координатами 37°36′25″ пн. ш. 120°58′45″ зх. д. / 37.60694° пн. ш. 120.97917° зх. д. (37.606940, -120.979266).  За даними Бюро перепису населення США в 2010 році переписна місцевість мала площу 0,43 км², уся площа — суходіл.

## Демографія
Згідно з переписом 2010 року, у переписній місцевості мешкало 1337 осіб у 319 домогосподарствах у складі 272 родин. Густота населення становила 3106 осіб/км².  Було 357 помешкань (829/км²).
Расовий склад населення:
| - 50,3 % — білих - 1,8 % — чорних або афроамериканців - 1,6 % — корінних американців - 0,5 % — азіатів - 40,5 % — осіб інших рас |

До двох чи більше рас належало 5,2 %. Частка іспаномовних становила 81,5 % від усіх жителів.
За віковим діапазоном населення розподілялося таким чином: 34,2 % — особи молодші 18 років, 59,3 % — особи у віці 18—64 років, 6,5 % — особи у віці 65 років та старші. Медіана віку мешканця становила 26,4 року. На 100 осіб жіночої статі у переписній місцевості припадало 96,6 чоловіків;  на 100 жінок у віці від 18 років та старших — 101,8 чоловіків також старших 18 років.
Середній дохід на одне домашнє господарство  становив 39 191 долар США (медіана — 31 957), а середній дохід на одну сім'ю — 39 293 долари (медіана — 32 391). Медіана доходів становила 23 795 доларів для чоловіків та 20 357 доларів для жінок. За межею бідності перебувало 20,3 % осіб, у тому числі 40,7 % дітей у віці до 18 років та 10,8 % осіб у віці 65 років та старших.
Цивільне працевлаштоване населення становило 471 осіб. Основні галузі зайнятості: виробництво — 26,8 %, будівництво — 17,4 %, роздрібна торгівля — 13,8 %, сільське господарство, лісництво, риболовля — 12,7 %.